# Le vie del rock sono infinite
Le vie del rock sono infinite è il 18º album in studio del cantautore italiano Edoardo Bennato, pubblicato il 5 marzo 2010 dalla Universal Music Italia.

## Introduzione
Il titolo dell'album Le vie del rock sono infinite viene solamente rivelato dal cantautore stesso il 18 febbraio 2010, durante la sua presenza come ospite al Festival di Sanremo 2010, dichiarando che il nuovo album sarebbe stato disponibile nei negozi nei giorni successivi.

## Il disco
L'album è il primo disco di inediti pubblicato dal cantautore dopo 7 anni di silenzio dal mondo della musica (l'ultimo album composto solamente da inediti risale al 2003: L'uomo occidentale); il disco comprende 13 canzoni da cui è stato estratto un nuovo singolo "È lei", uscito il 22 gennaio del 2010, che ha vinto (ex aequo con "L'ultimo valzer" di Simone Cristicchi) l'edizione 2010 del premio Mogol, premio al miglior testo italiano dell'anno votato da una giuria presieduta dallo stesso Mogol.
Il secondo singolo estratto è stato "In amore", uscito il 4 aprile 2010; gli assoli all'interno del brano "In amore" vengono suonati dal chitarrista Alex Britti.
Con questo disco Bennato accontenta anche la critica, un po'  delusa dal precedente L'uomo occidentale e rappresenta sicuramente un punto importante di rilancio del cantautore napoletano. I brani "È lei", "Vita da pirata", "Il capo dei briganti" ricordano molto il vecchio Bennato e "Wannamarkilibera" sembra ripercorrere la scrittura molto goliardica di "Restituiscimi i miei sandali" di 30 anni prima.

## Tracce
Sono presenti le seguenti tracce:
1. Mi chiamo Edoardo - 4:12
2. Perfetta per me - 4:24
3. Le vie del rock sono infinite - 3:20
4. In amore - 4:57
5. È lei  - 4:05
6. Io Tarzan tu Jane - 3:36
7. Un aereo per l'Afghanistan - 4:19
8. Il capo dei briganti - 3:51
9. Wannamarkilibera - 2:43
10. Vita da pirata - 3:22
11. Cuba - 3:42
12. C'era un re - 4:01
13. Per noi - 4:05

## Singoli
- È lei - (22 gennaio 2010)
- In amore - (4 aprile 2010)

## Formazione
- Edoardo Bennato - voce, cori, chitarra, armonica a bocca
- Raffaele Lopez - tastiera, celesta, arpa, organo Hammond, programmazione
- Gino Magurno - tastiera, programmazione
- Nicolò Fragile - pianoforte, programmazione, organo Hammond
- Cesare Chiodo - basso
- Alfredo Golino - batteria
- Paolo Alberta - programmazione
- Fabrizio Barbacci - chitarra acustica, pianoforte
- Cesare Petricich - chitarra elettrica
- Franco Li Causi - basso
- Cristiano Dalla Pellegrina - batteria
- Alex Britti - chitarra in In amore
- Roberto Perrone - batteria
- Quartetto Flegreo - archi
- Patrix Duenas - basso, cori
- Luca Pellegrini - programmazione
- Giuseppe Scarpato - chitarra elettrica, chitarra acustica
- Gennaro Porcelli - chitarra elettrica
- Daniela Carelli, Massimo Tassi, Angela Luglio - cori